# Chứng khoán
Chứng khoán (tiếng Anh: securities) là một bằng chứng tài sản hoặc phần vốn của công ty hay tổ chức đã phát hành. Chứng khoán có thể là hình thức chứng chỉ, bút toán ghi sổ hay dữ liệu điện tử. Chứng khoán bao gồm các loại như cổ phiếu, trái phiếu, chứng chỉ quỹ và các hình thức khác. Chứng khoán cũng được coi là một phương tiện hàng hóa trừu tượng có thể thỏa thuận và có thể thay thế được, đại diện cho một giá trị tài chính. Chứng khoán là tài sản, bao gồm các loại như cổ phiếu, trái phiếu, chứng chỉ quỹ; chứng quyền, chứng quyền có bảo đảm, quyền mua cổ phần, chứng chỉ lưu ký; chứng khoán phái sinh và các loại chứng khoán khác.
Chứng khoán là một tài sản tài chính có thể giao dịch. Thuật ngữ này thường đề cập đến bất kỳ hình thức công cụ tài chính nào, nhưng định nghĩa pháp lý của nó khác nhau tùy theo thẩm quyền. Ở một số quốc gia và ngôn ngữ, thuật ngữ "chứng khoán" thường được sử dụng theo cách nói hàng ngày để chỉ bất kỳ hình thức công cụ tài chính nào, mặc dù chế độ pháp lý và quy định cơ bản có thể không có định nghĩa rộng như vậy. Trong một số quyền hạn, thuật ngữ này đặc biệt loại trừ các công cụ tài chính ngoài cổ phiếu và công cụ thu nhập cố định. Ở một số khu vực pháp lý, nó bao gồm một số công cụ gần với cổ phiếu và thu nhập cố định, ví dụ: phiếu mua cổ phần.
Chứng khoán có thể được thể hiện bằng chứng chỉ hoặc thông thường hơn là "không được chứng nhận", ở dạng chỉ điện tử (phi vật chất hóa) hoặc "bút toán". Chứng chỉ có thể mang tên, có nghĩa là chúng cho phép chủ sở hữu các quyền theo chứng khoán chỉ bằng cách nắm giữ chứng khoán hoặc đã được đăng ký, có nghĩa là chúng chỉ cho phép chủ sở hữu các quyền nếu người đó xuất hiện trên sổ đăng ký chứng khoán do tổ chức phát hành hoặc tổ chức trung gian duy trì. Chúng bao gồm cổ phiếu của chứng khoán công ty hoặc quỹ tương hỗ, trái phiếu do tập đoàn hoặc cơ quan chính phủ phát hành, quyền chọn cổ phiếu hoặc các quyền chọn khác, đơn vị hợp tác hữu hạn và nhiều công cụ đầu tư chính thức khác có thể thương lượng và thay thế được.
Tại Hoa Kỳ, chứng khoán là một tài sản tài chính có thể giao dịch dưới bất kỳ hình thức nào. Đạo luật Giao dịch Chứng khoán Hoa Kỳ năm 1934 định nghĩa một chứng khoán là: "Bất kỳ giấy tờ, cổ phiếu, cổ phiếu quỹ, trái phiếu, giấy ghi nợ, giấy chứng nhận quyền lợi hoặc tham gia vào bất kỳ thỏa thuận phân chia lợi nhuận nào hoặc trong bất kỳ khoản tiền bản quyền hoặc cho thuê dầu, khí, khoáng sản nào khác, bất kỳ chứng chỉ ủy thác tài sản đảm bảo nào, chứng chỉ tiền tổ chức hoặc đăng ký, cổ phần có thể chuyển nhượng, hợp đồng đầu tư, chứng chỉ ủy thác biểu quyết, chứng chỉ tiền gửi, cho một chứng khoán, bất kỳ lệnh bán, lệnh mua, quyền chọn, hoặc nhóm hoặc chỉ số chứng khoán (bao gồm bất kỳ lãi suất nào trong đó hoặc dựa trên giá trị của chúng), hoặc bất kỳ lệnh đặt, lệnh mua, quyền chọn, quyền chọn hoặc đặc quyền nào được đưa vào trên một sàn giao dịch chứng khoán quốc gia liên quan đến ngoại tệ, hoặc nói chung, bất kỳ công cụ nào thường được gọi là "chứng khoán"; hoặc bất kỳ giấy chứng nhận quan tâm hoặc tham gia, giấy chứng nhận tạm thời hoặc tạm thời cho, nhận, hoặc bảo đảm hoặc quyền đăng ký hoặc mua, bất kỳ điều nào ở trên; nhưng sẽ không bao gồm tiền tệ hoặc bất kỳ giấy tờ, hối phiếu, hoặc sự chấp nhận của ngân hàng có thời gian đáo hạn tại thời điểm phát hành không quá chín tháng, không bao gồm số ngày ân hạn, hoặc bất kỳ sự gia hạn nào đối với thời hạn đáo hạn cũng bị giới hạn".
Chứng khoán được phân loại rộng rãi thành:
- Chứng khoán nợ (ví dụ: tiền giấy, trái phiếu và giấy nợ)
- Chứng khoán vốn (ví dụ: cổ phiếu phổ thông)
- Các công cụ phái sinh (ví dụ: kỳ hạn, hợp đồng tương lai, quyền chọn và hoán đổi).

Công ty hoặc tổ chức khác phát hành chứng khoán được gọi là tổ chức phát hành. Cơ cấu quy định của một quốc gia xác định những gì đủ điều kiện là một bảo chứng. Ví dụ: các nhóm đầu tư tư nhân có thể có một số tính chất của chứng khoán, nhưng có thể không được đăng ký hoặc quy định như vậy nếu vướng phải các hạn chế khác nhau.
Chứng khoán là phương thức truyền thống mà các doanh nghiệp thương mại huy động vốn mới. Đây có thể là một giải pháp thay thế hấp dẫn cho các khoản vay ngân hàng tùy thuộc vào giá cả và nhu cầu thị trường đối với các đặc điểm cụ thể. Một nhược điểm khác của các khoản vay ngân hàng như là một nguồn tài chính là ngân hàng có thể tìm kiếm một biện pháp bảo vệ người vay không bị vỡ nợ thông qua các hợp đồng tài chính rộng rãi. Thông qua chứng khoán, vốn được cung cấp bởi các nhà đầu tư mua chứng khoán khi phát hành lần đầu. Theo cách tương tự, chính phủ cũng có thể phát hành chứng khoán khi cần tăng nợ công.

## Chứng khoán cổ phần
Chứng khoán cổ phần là những giấy tờ, bút toán ghi sổ hoặc dữ liệu điện tử, lưu hành trên thị trường và chứng nhận quyền sở hữu một phần tài sản của đối tượng nắm giữ giấy tờ.

## Chứng khoán nợ
Chứng khoán nợ là những giấy tờ, chứng chỉ điện tử hoặc bút toán ghi sổ có, lưu hành trên thị trường, chứng nhận mối quan hệ chủ nợ của người nắm giữ giấy tờ, chứng chỉ  đó đối với người phát hành.
Chứng khoán nợ thường tồn tại dưới nhiều dạng khác nhau, như trái phiếu (bond), chứng khoán dạng nợ (debenture) và giấy tờ (note), các công cụ thị trường tiền (money market instruments), các công cụ tài chính phái sinh (financial derivatives).

### Trái phiếu
Trái phiếu là dạng nợ do nhà nước (trung ương lẫn địa phương), công ty, thể chế tài chính phát hành mà trên tờ phiếu có xác nhận việc người phát hành nợ người nắm giữ trái phiếu và nghĩa vụ trả nợ cả gốc lẫn lãi vào một thời điểm sau khi phát hành và kỳ hạn tới thời điểm đó.
Và trái phiếu có hai loại là trái phiếu chính phủ và trái phiếu tư nhân (có thể của tổ chức, công ty...).

### Chứng khoán dạng nợ
Chứng khoán nợ là dạng nợ dài hạn thường do nhà nước hoặc công ty lớn phát hành để huy động ngân sách hoặc vốn. Nó cũng tương tự như trái phiếu, chỉ khác ở điều kiện đảm bảo và các vấn đề liên quan.

### Công cụ thị trường tiền
Công cụ thị trường tiền là những giấy tờ cho phép người nắm giữ chúng quyền được hưởng vô điều kiện một lượng thu nhập cố định bằng tiền, được đảm bảo trong một thời gian nhất định.

### Công cụ tài chính phái sinh
Đây là những công cụ tiền tệ thứ cấp có giá trị thị trường, cho phép người nắm giữ chúng quyền mua hoặc bán các chứng khoán gốc. Những công cụ tài chính phái sinh cơ bản là quyền chọn, tương lai, hoán đổi, v.v..

## Chứng khoán lai
Chứng khoán lai là dạng trung gian giữa chứng khoán cổ phần và chứng khoán nợ. Ví dụ như: Cổ phiếu ưu đãi, cố phiếu chuyển đổi, trái phiếu chuyển đổi, v.v..

## Thị trường chứng khoán
Thị trường chứng khoán (securities market) là nơi trao đổi các chứng khoán. Thị trường chứng khoán giúp những người thiếu vốn huy động được vốn và người có vốn chuyển vốn của mình thành vốn đầu tư. Vì thế, thị trường chứng khoán còn được gọi là thị trường vốn. Theo đối tượng trao đổi, thị trường chứng khoán có thể phân làm hai loại cơ bản, đó là thị trường cổ phiếu (stock market) và thị trường trái phiếu (bond market). Về mặt không gian, không có sự phân biệt hai thị trường này. Sở giao dịch chứng khoán và các công ty chứng khoán đều tổ chức trao đổi cả cổ phiếu lẫn trái phiếu và các loại chứng khoán khác. Theo tính chất của chứng khoán, thị trường chứng khoán có thể phân làm loại thị trường sơ cấp và thị trường thứ cấp.

### Thị trường cổ phiếu
Thị trường cổ phiếu là nơi trao đổi những cổ phiếu do các công ty phát hành và các phái sinh của chúng.

### Thị trường trái phiếu
Thị trường trái phiếu là nơi người ta mua và bán các chứng khoán nợ, chủ yếu là trái phiếu (bond).

## Thuật ngữ chứng khoán
| Thuật ngữ                  | Nghĩa tiếng Việt | Ghi chú |
| -------------------------- | --- | ------- |
| Cổ phần                    | Vốn của một công ty cổ phần được chia nhỏ thành nhiều phần bằng nhau gọi là cổ phần. |         |
| Cổ phiếu                   | Là chứng chỉ do công ty cổ phần phát hành để xác nhận quyền sở hữu cổ phần của người nắm giữ cổ phần của công ty.                                                                                 |         |
| Cổ phiếu phổ thông         | Người sở hữu loại cổ phiếu này được quyền biểu quyết đối với các quyết định lớn của công ty tại Đại hội Cổ đông và được hưởng cổ tức nhưng không cố định (có thể có và có thể không có).          |         |
| Cổ phiếu ưu đãi biểu quyết | Cổ phiếu này có số phiếu biểu quyết nhiều hơn so với cổ phiếu phổ thông. Nhiều hơn bao nhiêu lần do điều lệ công ty quy định.                                                                     |         |
| Cổ phiếu ưu đãi cổ tức     | Cổ phiếu này được trả cổ tức cao hơn so với cổ phần phổ thông hoặc ở mức ổn định. |         |
| Cổ phiếu ưu đãi hoàn lại   | Cổ phiếu này sẽ được công ty hoàn vốn bất cứ khi nào theo yêu cầu của người sở hữu hoặc theo các điều kiện được ghi tại cổ phiếu của cổ phần ưu đãi hoàn lại.                                     |         |
| Cổ đông                    | Là người sở hữu cổ phiếu. |         |
| Cổ tức                     | Là khoản lãi mà cổ đông sẽ nhận được hàng năm từ công ty cổ phần mà mình sở hữu cổ phiếu (tuỳ theo số lượng cổ phiếu nắm giữ). Cổ tức được chia hàng năm bao gồm cổ tức cố định và cổ tức thưởng. |         |
| Cổ tức cố định             | không phụ thuộc kết quả kinh doanh của công ty. |         |
| Cổ tức thưởng              | phụ thuộc vào kết quả kinh doanh của công ty. |         |
| Trái phiếu                 | Là loại chứng khoán xác nhận nghĩa vụ trả nợ của tổ chức phát hành trái phiếu. |         |
| Đường MA Trung bình trượt  | Đường MA (Moving Average) là đường trung bình động, thể hiện biến động, chỉ báo xu hướng của giá cổ phiếu trong một khoảng thời gian.                                                             |         |